# Тексас против Џонсона
Тексас против Џонсона (енгл. Texas v. Johnson) је назив процеса пред Врховним судом Сједињених Америчких Држава из 1989. у којем је Суд донео пресуду да су закони који забрањују скрнављење америчке заставе, а који су били на снази у 48 од 50 савезних држава, у супротности са првим амандманом Устава Сједињених Америчких Држава. Овакво мишњење подржало је 5 судија, док је њих 4 било против.
Паљење заставе које је извршио комунистички активиста Грегори Ли Џонсон током протеста испред националне конвенције Републиканске странке 1984. године у Даласу, Тексас, а због чега је ухапшен, представља, по мишљењу суда, облик „заштићеног говора“ према првом амандману устава. Већинско мишљење написао је судија Вилијам Џ. Бренан.
Заштита коју пружа први амандман, по мишљењу суда, не завршава се само на изговореној и написаној ријечи. Суд је тиме одбацио аргументацију да паљење заставе не може бити окарактерисано као говор (с обзиром да први амандман штити само говор). Оно што је битно да би се неки поступак окарактерисао као говор је намјера да се тим поступком пренесе одређена порука, као и постојање вјероватноће да ће та порука бити схваћена од стране оних који је виде.